# Český hydrometeorologický ústav
Český hydrometeorologický ústav (ČHMÚ, Czech hydrometeorological Institute, CHMI) je ústřední státní ústav ČR pro obory kvality ovzduší, meteorologie, klimatologie a hydrologie. Mimo jiné je zodpovědný za provoz výstražné služby včetně Smogového varovného a regulačního systému. Kromě provozu staničních sítí a zajišťování odborných služeb se zabývá také vědeckovýzkumnou činností v oblastech zájmu.
Hlavní sídlo ústavu se nachází v Praze-Komořanech na adrese Na Šabatce 17, Praha 4. V červnu 2021 byla v Praze-Komořanech slavnostně otevřena nová budova ČHMÚ, která je společným sídlem meteorologů a hydrologů a umožní jejich lepší spolupráci. Celkové náklady na stavbu a vybavení tohoto objektu, budovaného od roku 2019, dosáhly 130 milionů Kč. Kromě Prahy má ČHMÚ regionální pracoviště (pobočky) v dalších šesti českých městech (Brno, Ostrava, Plzeň, Ústí nad Labem-Kočkov, Hradec Králové a České Budějovice). Ředitelem ústavu je od roku 2017 Mgr. Mark Rieder.

## Status a účel

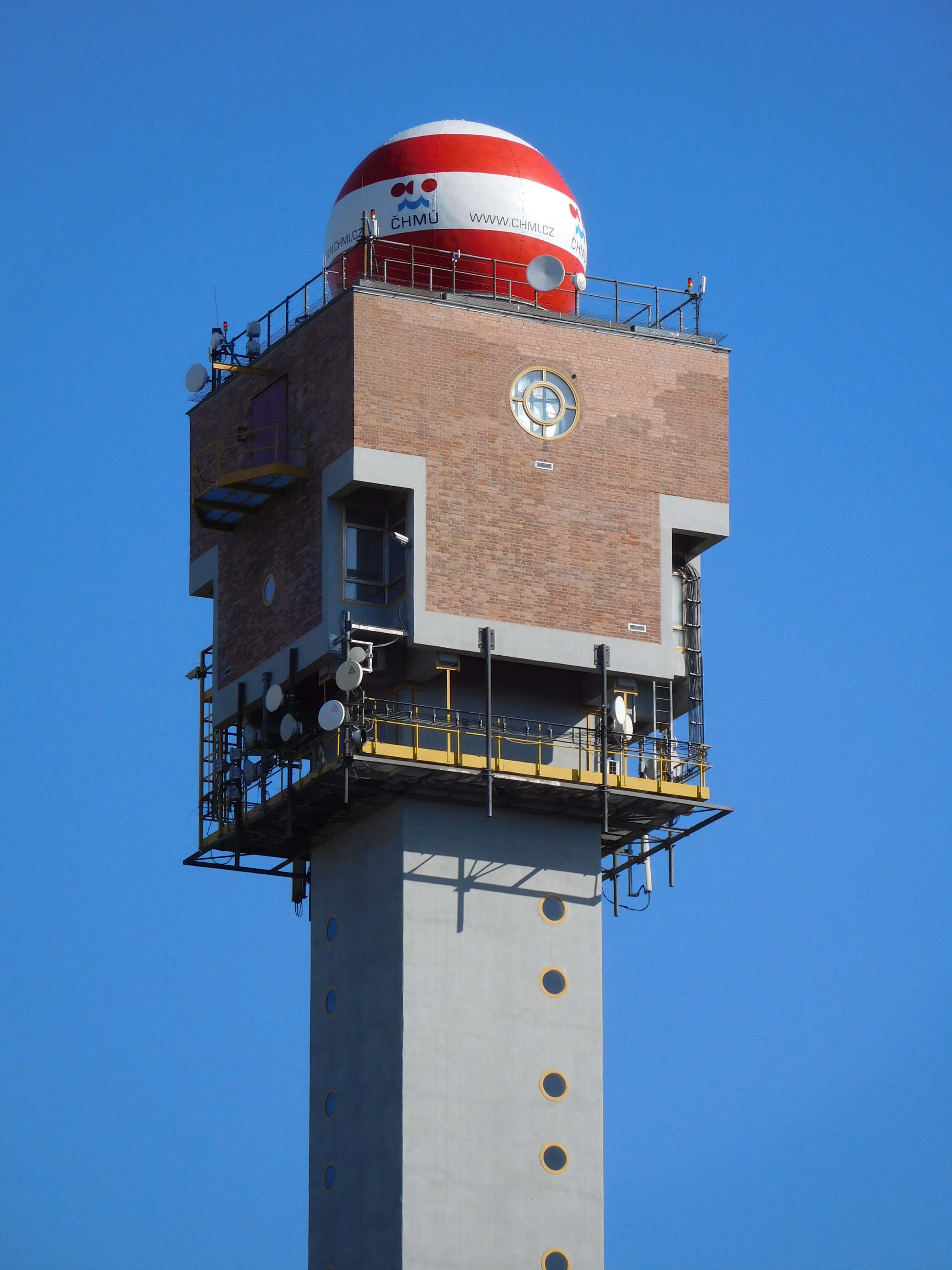
Dnes již nepoužívaná meteorologická věž Libuš

Český hydrometeorologický ústav je státní příspěvkovou organizací zřizovanou Ministerstvem životního prostředí České republiky. Jeho účelem je poskytování odborných služeb v oborech kvalita ovzduší, hydrologie, jakost vody, klimatologie a meteorologie, a to přednostně pro státní správu.

## Historie

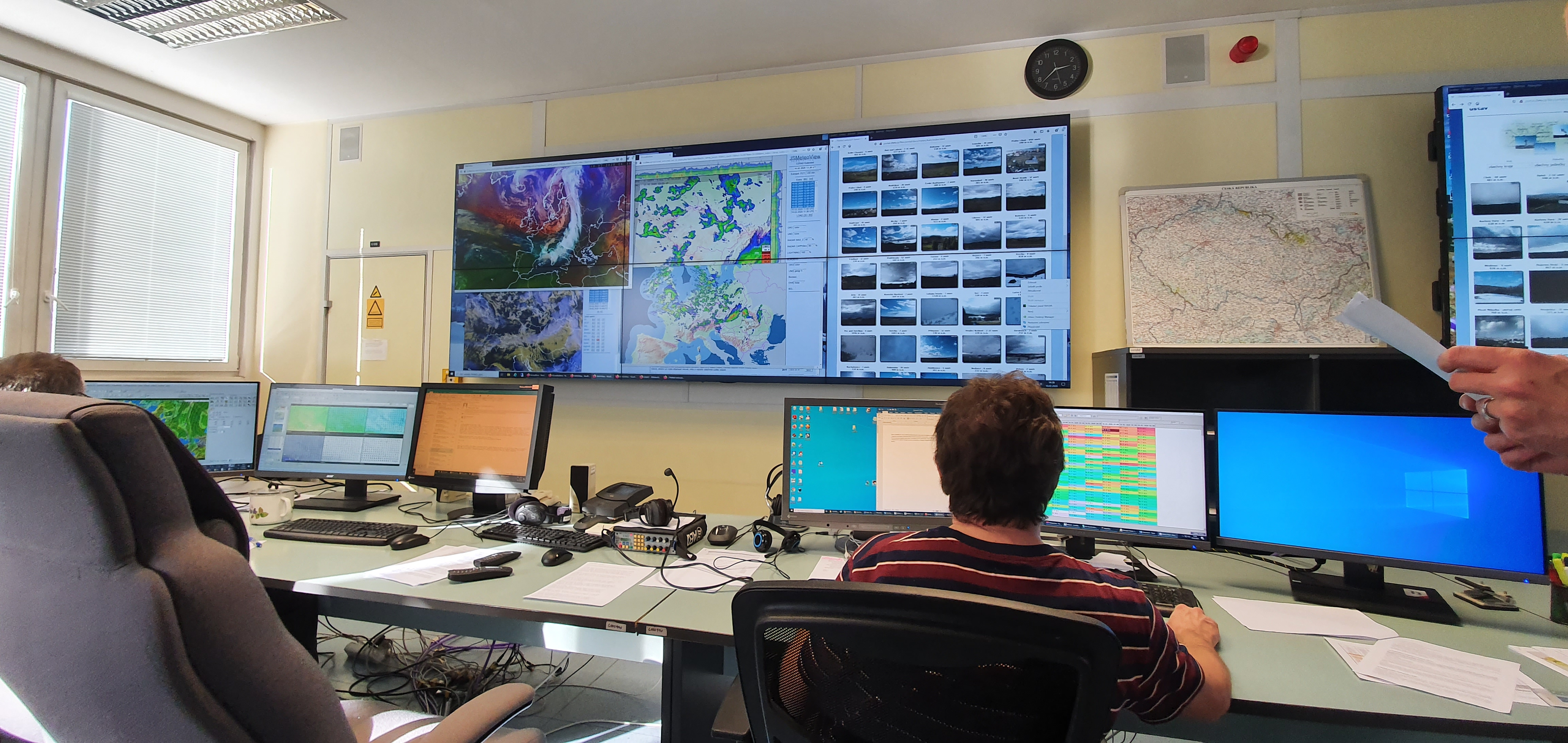
Pracoviště předpovědní a výstražné služby (rok 2020)

Základ dnešního ústavu vznikl na rozhraní let 1919 a 1920, kdy byly založeny Státní ústav meteorologický, spadající pod ministerstvo školství a národní osvěty, a Státní ústav hydrologický působící pod ministerstvem veřejných prací (první rok používaly ústavy název Československý státní ústav meteorologický a Československý státní ústav hydrologický).
Státní ústav meteorologický sídlil do roku 1940 v ulici U Karlova 3 (nyní Ke Karlovu 3), kde je Matematicko-fyzikální fakulta Univerzity Karlovy. Jeho prvním ředitelem byl Dr. Rudolf Schneider. V letech 1939–1945 se nazýval Ústřední meteorologický ústav pro Čechy a Moravu (ÚMÚ) a po druhé světové válce až do roku 1953  Státní meteorologický ústav (SMÚ).
Vládním nařízením Československé republiky č. 96/1953 Sb. s účinností od 1. ledna 1954 došlo k zahrnutí oboru hydrologie a vznikl Hydrometeorologický ústav (HMÚ), byť Výzkumný ústav vodohospodářský (VÚVH) zůstal nezávislý. Roku 1967 byl do ústavu začleněn třetí obor – ochrana čistoty ovzduší, a to v reakci na vzrůstající význam ochrany životního prostředí. Po vyhlášení federace je od roku 1969 rozdělen na Hydrometeorologické ústavy se sídly v Praze a Bratislavě, které jsou pak přejmenovány na Český hydrometeorologický ústav (ČHMÚ) a Slovenský hydrometeorologický ústav (SHMÚ).
Mezi roky 1979 až 2000 sloužil ústavu pro pozorování srážek a oblačnosti meteorologický radar na meteorologické věži Libuši v Praze. Dnes k tomuto účelu slouží meteorologická věž Brdy postavená v roce 2000.

## Pobočky

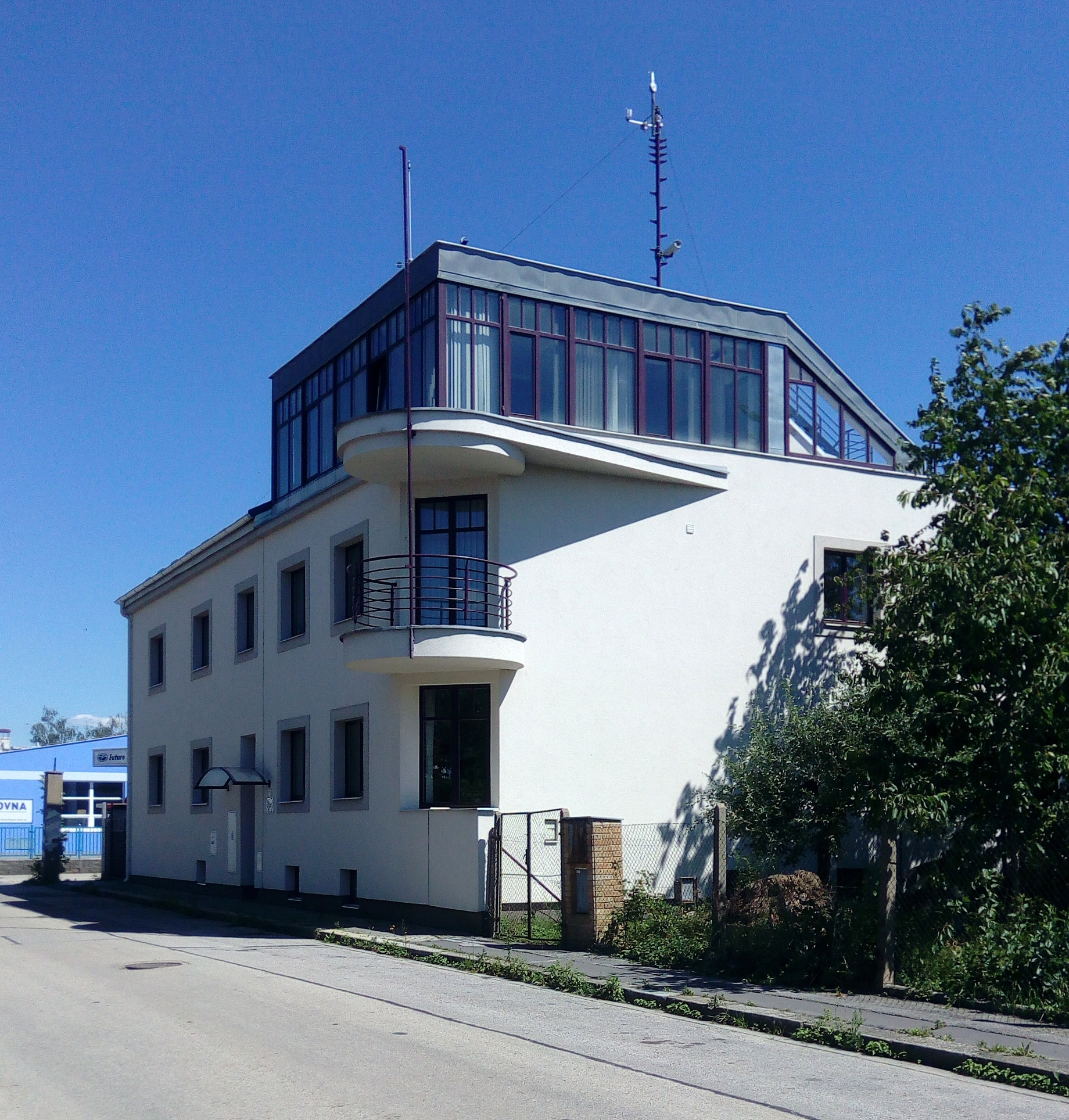
Pobočka v Českých Budějovicích

ČHMÚ má v České republice celkem 7 regionálních poboček v následujících městech:
- Praha – Na Šabatce 17, 143 06, Praha 4 – Komořany
- Brno – Kroftova 43, 616 67, Brno – Žabovřesky
- Ostrava – K Myslivně 3, 708 00, Ostrava-Poruba
- Plzeň – Mozartova 41, 323 00, Plzeň
- Ústí nad Labem – Kočkovská 18, 400 11, Ústí nad Labem – Kočkov
- Hradec Králové – Dvorská 410, 503 11, Hradec Králové – Svobodné Dvory
- České Budějovice – Antala Staška 32, 370 07, České Budějovice

## Organizační struktura
ČHMÚ sestává ze tří odborných úseků (Úsek meteorologie a klimatologie, Úsek hydrologie a Úsek kvality ovzduší), dvou podpůrných úseků (Úsek ekonomicko-správní a Úsek informatiky) a odboru ředitele. Kromě ústředního pracoviště v Praze-Komořanech má ČHMÚ regionální pracoviště (pobočky) v dalších šesti českých městech. Na pobočkách jsou pak zastoupeny jednotlivé odborné úseky jednotlivými odděleními (ne na každé pobočce jsou zastoupeny všechny úseky).

## Galerie

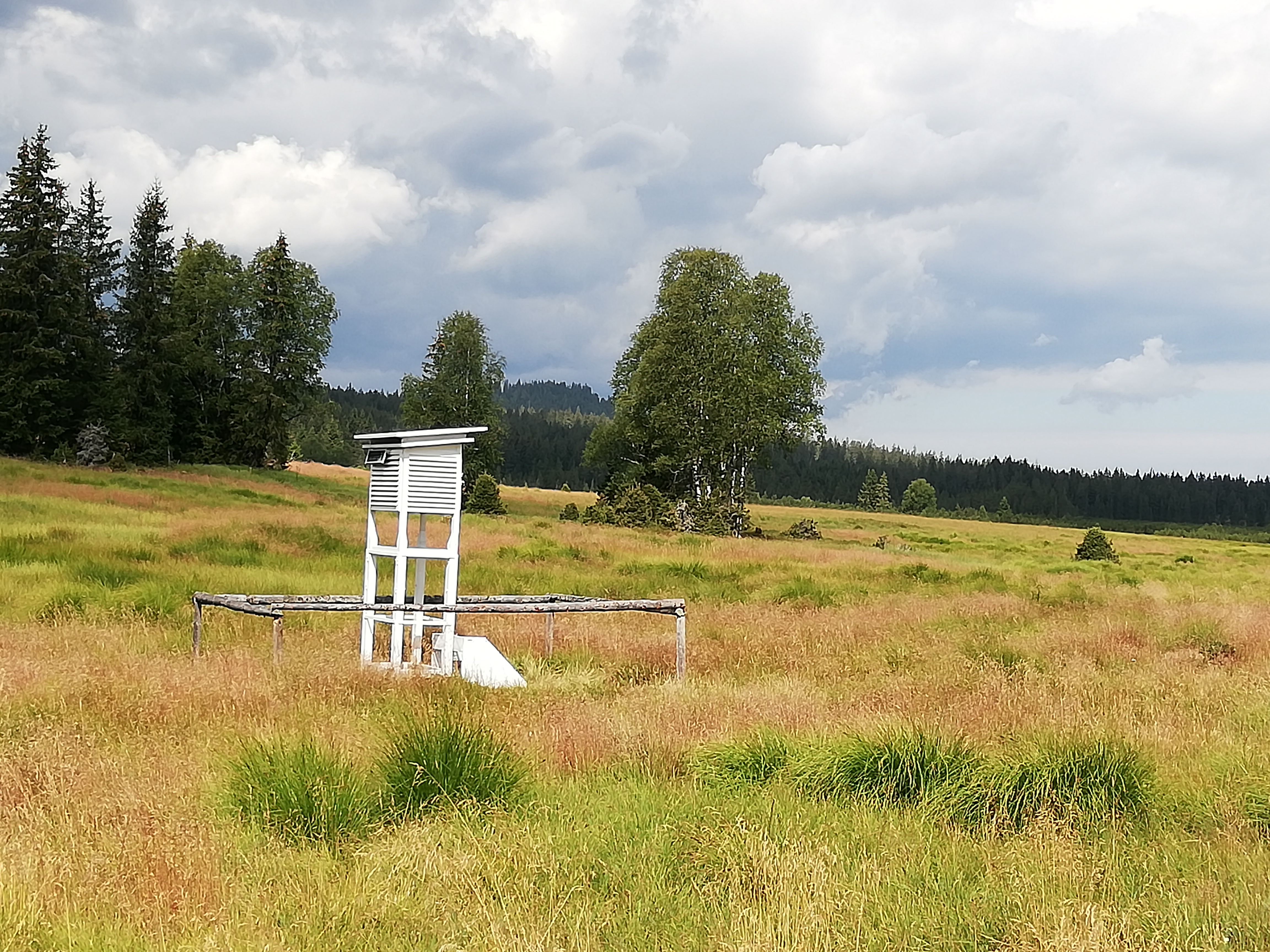
Meteorologická stanice Perla na šumavské Kvildě
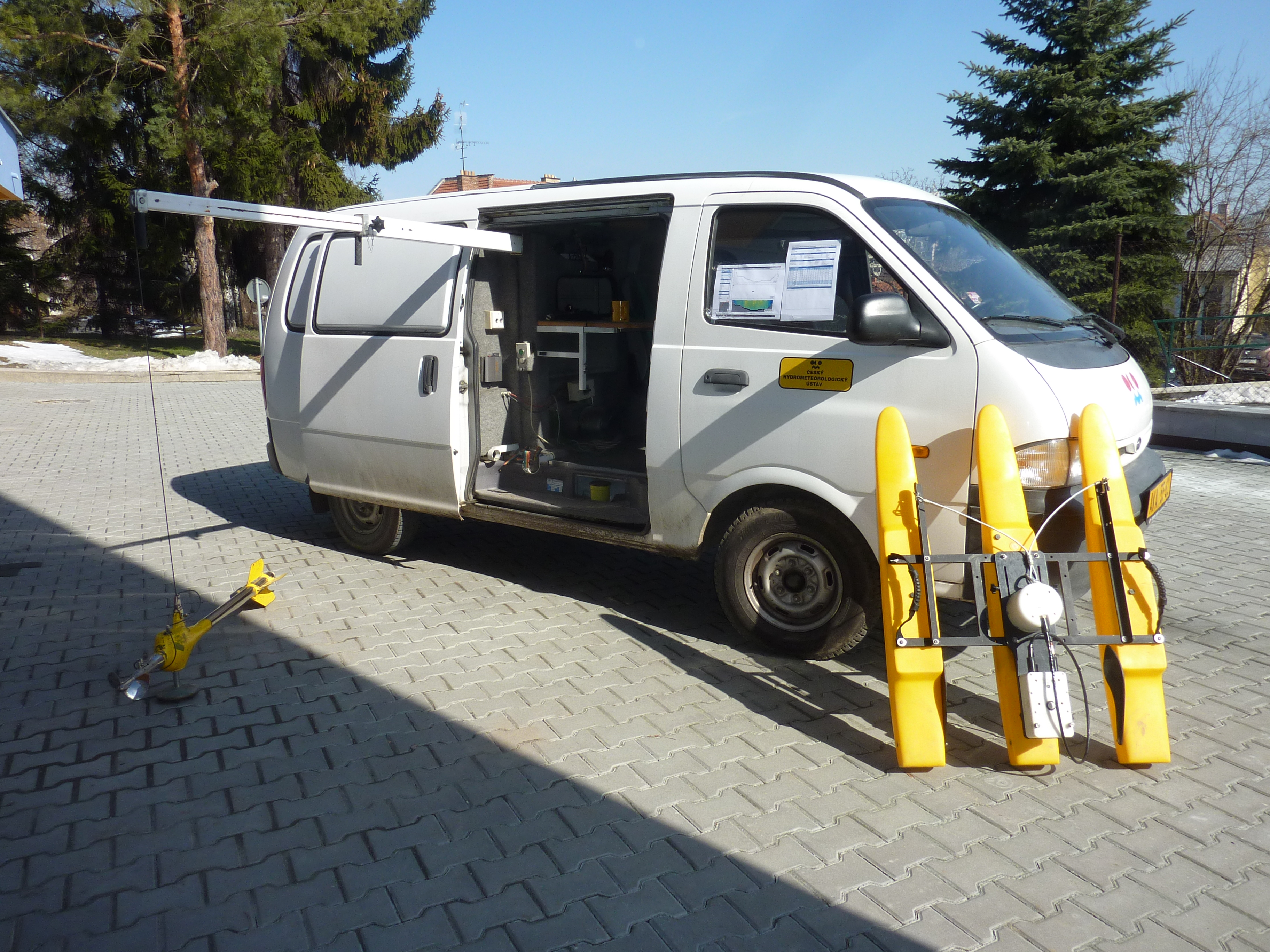
Hydrologický měřicí vůz
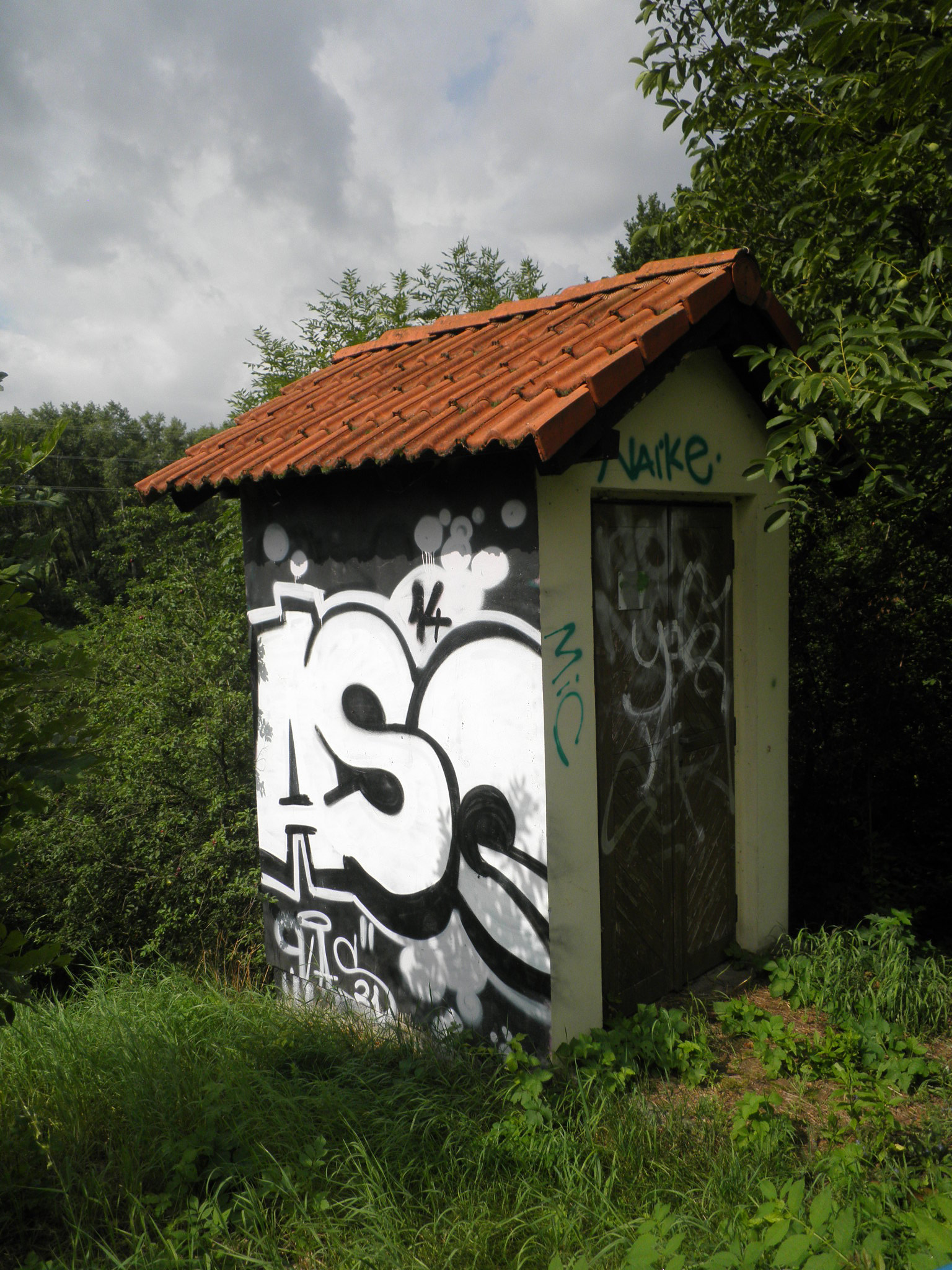
Vodoměrná stanice v Kostelci nad Labem
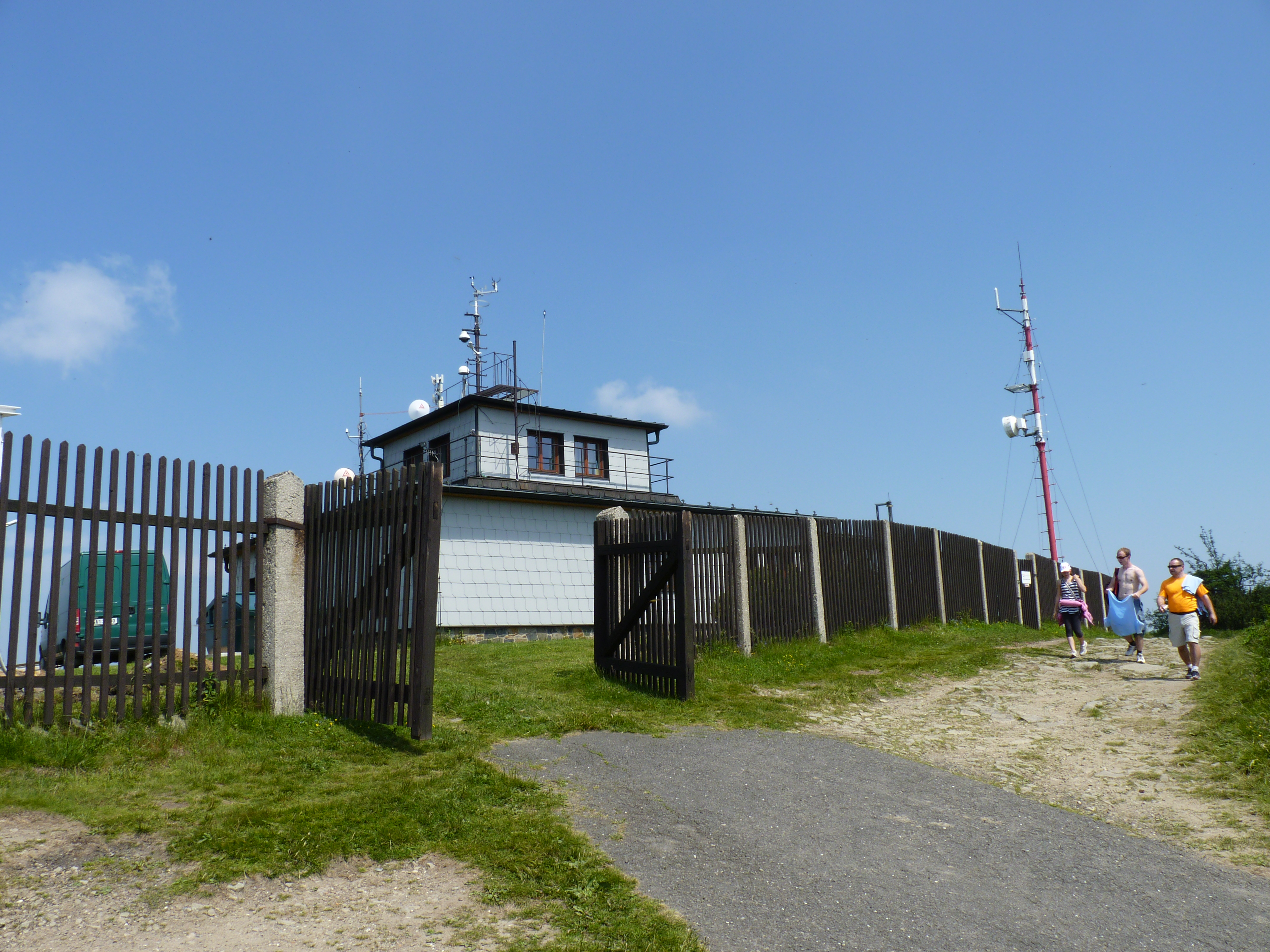
Meteorologická observatoř na Lysé hoře
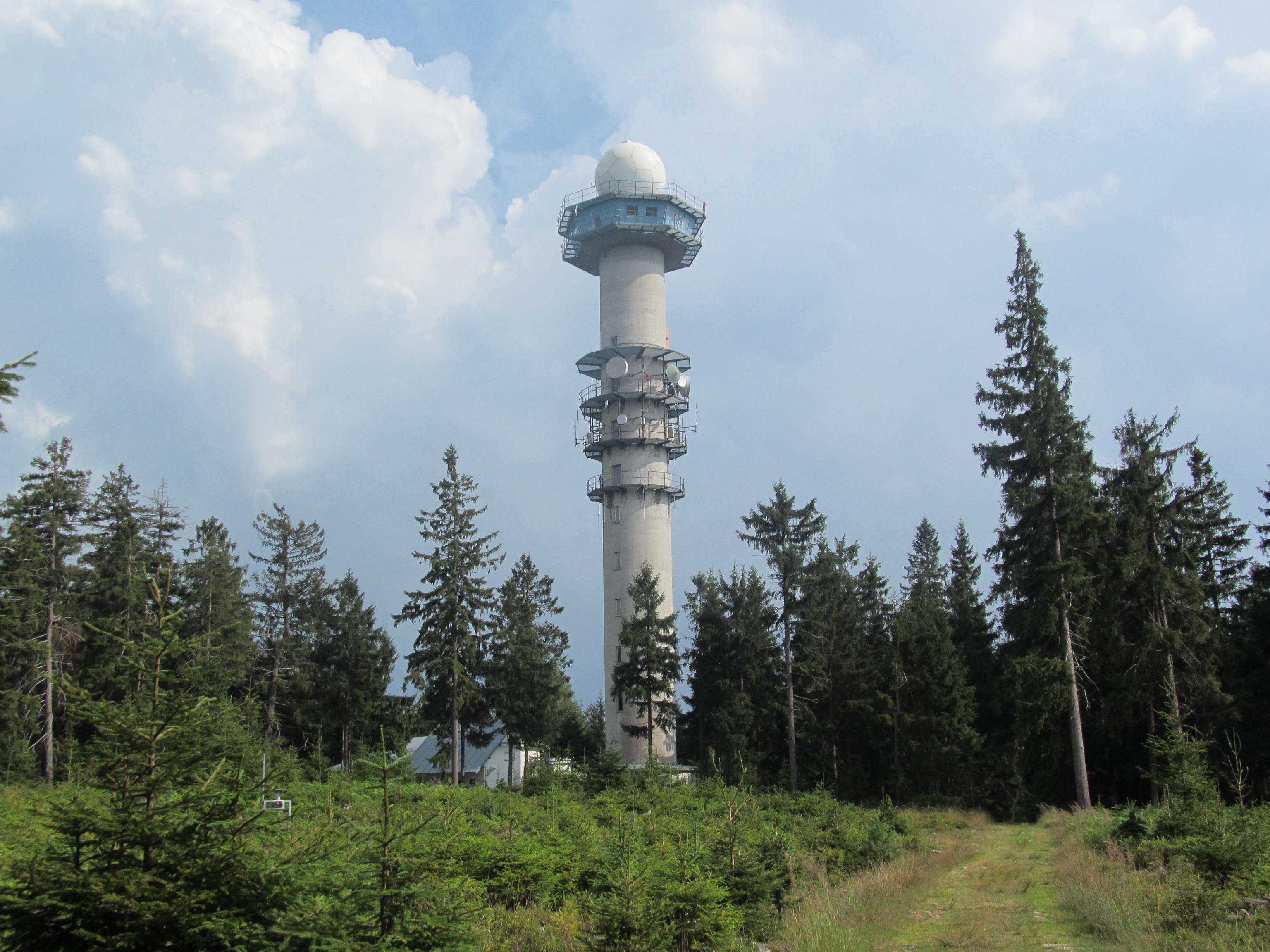
Radar na hoře Praha v Brdech
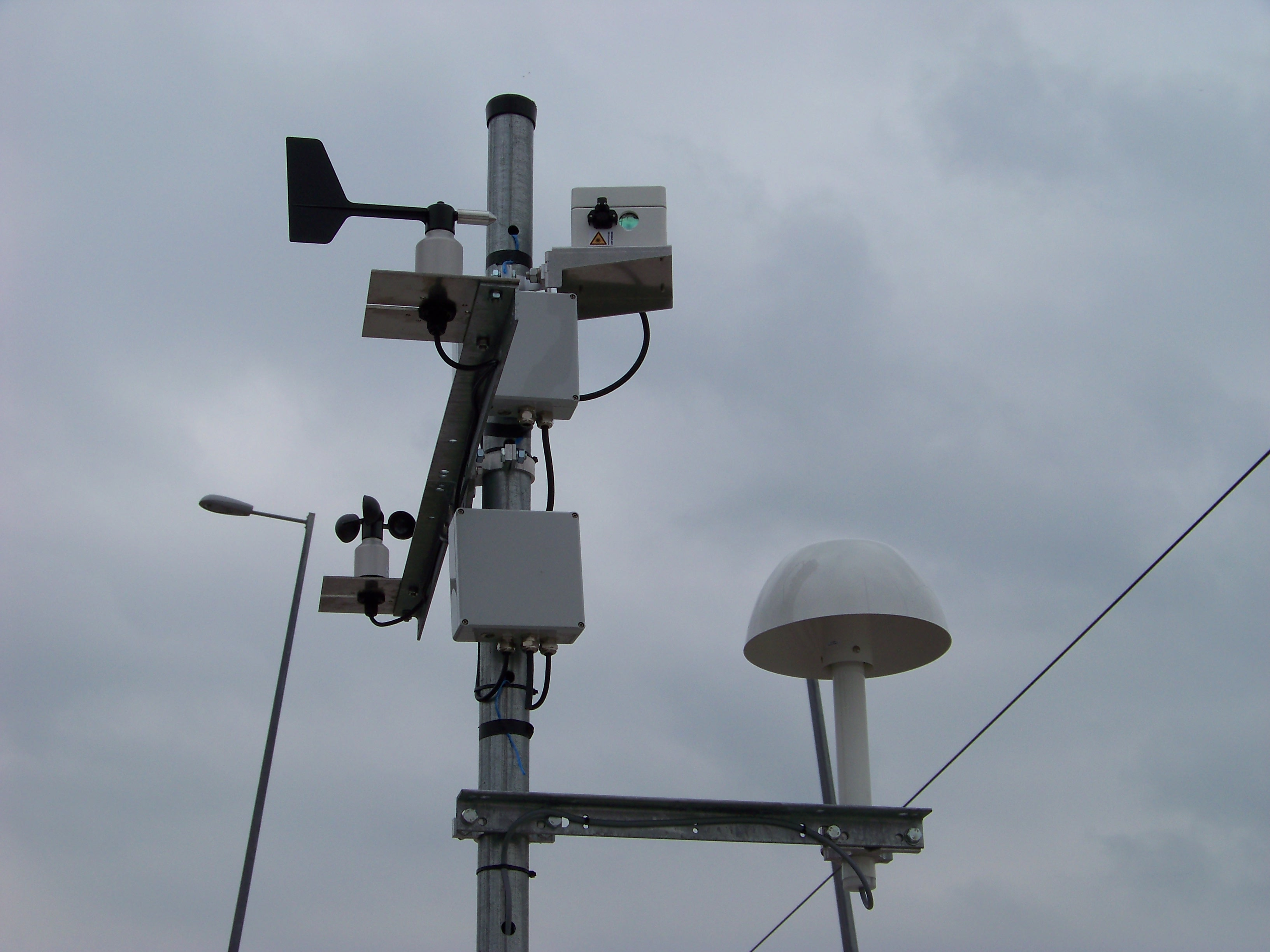
Meteorologická čidla na Trojském mostě v Praze
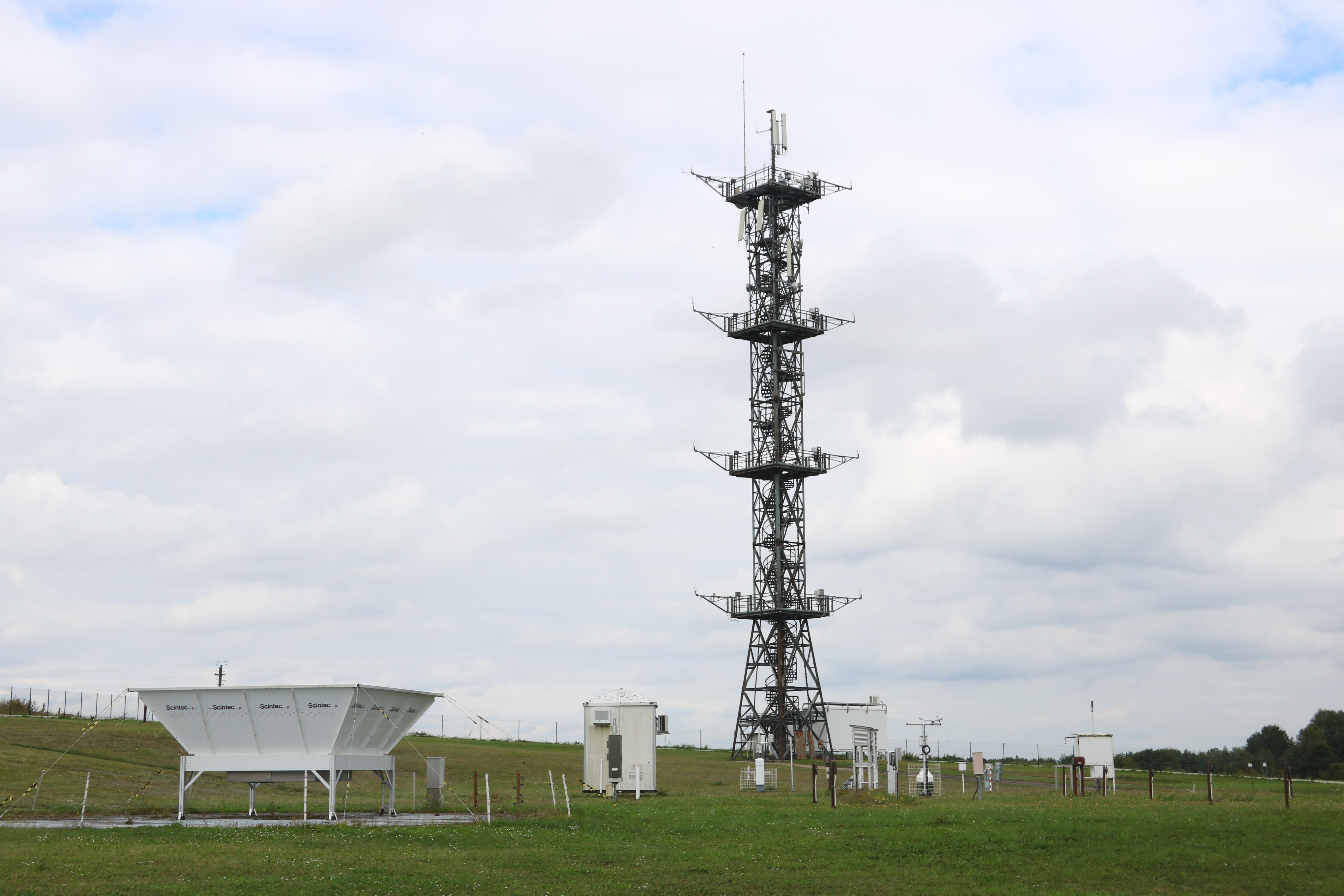
Meteorologická stanice Temelín